# Сан Лоренцо (Маса-Карара)
Сан Лоренцо је насеље у Италији у округу Маса-Карара, региону Тоскана.
Према процени из 2011. у насељу је живело 2 становника. Насеље се налази на надморској висини од 674 м.